# Pierszamajsk (rejon stoliński)
Pierszamajsk (biał. Першамайск; ros. Першемайск) – wieś na Białorusi, w obwodzie brzeskim, w rejonie stolińskim, w sielsowiecie Glinka.
Dawniej część miejscowości Futory Stolińskie (biał. Столінскія Хутары). W dwudziestoleciu międzywojennym Futory Stolińskie leżały w Polsce, w województwie poleskim, w powiecie stolińskim, w gminie Stolin. Po II wojnie światowej w granicach Związku Sowieckiego. Od 1991 w niepodległej Białorusi.